# Đội tuyển bóng đá nữ quốc gia Brasil
Đội tuyển bóng đá nữ quốc gia Brasil (tiếng Bồ Đào Nha: Seleção Brasileira Feminina de futebol) đại diện cho Brasil tại các giải đấu bóng đá nữ quốc tế và được quản lý bởi Liên đoàn bóng đá Brasil (CBF). Đội đã tham dự 9 kỳ FIFA World Cup nữ, thành tích tốt nhất cho đến nay là vị trí á quân vào năm 2007. Đội cũng đã góp mặt ở 9 kỳ Cúp bóng đá nữ Nam Mỹ, trong đó có tới 8 lần vô địch.

## Lịch sử
Mặc dù hiện tại đội tuyển nữ Brasil là một trong những đội mạnh nhất thế giới, nhưng cách đây không lâu, phụ nữ thậm chí còn không được phép xem một trận đấu. Trò chơi dành cho nữ được lọc không thường xuyên trên khắp Brasil với sức kéo phổ biến vào đầu thế kỷ 20. Các tạp chí như O imparcial và Jornal dos sports đã đưa tin về trò chơi của phụ nữ ca ngợi thành tích của họ trong các cuộc thi cúp địa phương. Tuy nhiên, trật tự truyền thống của futbol là "thuần túy nam tính" đã gây ra tranh cãi dẫn đến việc trò chơi sụp đổ. Cho đến giữa những năm 1940 khi Brasil trở thành một chế độ độc tài, sau đó cấm trò chơi của phụ nữ. Bị Bộ trưởng Bộ Giáo dục và Y tế cấm vào năm 1941, các tư tưởng ưu sinh từ chế độ độc tài mới kêu gọi bảo vệ cơ thể phụ nữ, do đó thể thao trở thành một nỗ lực bị loại. Trò chơi do nam giới thống trị, và những người không thể hiện tốt thậm chí còn bị gọi là nữ. Trong suốt thời gian bị cấm, người ta thấy phụ nữ thi đấu khá thường xuyên buộc Conselho Nacional de Desportos (CND) phải chịu trách nhiệm và ban hành lại các lệnh cấm không có tác dụng. Năm 1965, Cố ý số. 7 tiếp tục buộc phải chấm dứt tất cả các môn thể thao nữ ở Brasil, không chỉ bóng đá. Lệnh cấm này sẽ không được dỡ bỏ cho đến cuối những năm 1970, khi Brasil thông qua Luật Ân xá cho phép những người lưu vong chính trị trở lại đất nước. Một loạt các nhà nữ quyền Brazil quay trở lại đất nước của họ với mong muốn thay đổi bối cảnh xã hội lấy cảm hứng từ các phong trào nữ quyền phương Tây những năm 60 và 70. Cơ sở người hâm mộ cho đội nữ với danh tính mới bắt nguồn từ kết cấu lịch sử và với sự ủng hộ của công chúng, trò chơi dành cho nữ đã dẫn đến sự gia tăng nữ quyền lan rộng khắp đất nước.  Cuối cùng vào năm 1979, Hội đồng thể thao quốc gia Brazil đã thông qua Nghị định thư số. 10 phục hồi trò chơi nữ. Ngày nay, đội tuyển Quốc gia đã 7 lần vô địch Copa America và lọt vào vòng chung kết World Cup nơi họ bị Đức đánh bại. Có lẽ thống kê ấn tượng nhất là dù đội bóng đã chơi trận chính thức đầu tiên vào năm 1986, chỉ 5 năm sau, họ đã giành được danh hiệu đầu tiên ở Copa America và chỉ 9 năm sau đó họ mới là thách thức hàng đầu thế giới.

### Futebol Feminino
Brasil là quốc gia châu Mỹ Latinh đầu tiên công nhận hợp pháp futebol femno. Là quốc gia đầu tiên phổ biến trò chơi dành cho nữ, đây là một điều khó bán đối với nhiều người Brasil bắt kịp với các vai trò giới tính truyền thống. Cho đến khi đội tuyển quốc gia bắt đầu tham gia đấu trường quốc tế. Sau trận ra mắt của đội tuyển bóng đá nữ tại Thế vận hội Mùa hè 1996 ở Atlanta, môn bóng đá nữ đã tăng vọt trong sự ngưỡng mộ. Để tận dụng lợi thế của đội bắt đầu và kết thúc ở vị trí thứ tư, Bang São Paulo đã tạo ra Paulistana. Paulistana là một cuộc thi trong nước nhằm thu hút các cầu thủ trẻ và sắp tới cho đội tuyển quốc gia. Tuy nhiên, phương pháp luận của Paulistana tự liên kết với quá trình nữ tính hóa futbol. Các quản trị viên và người quản lý điều hành cuộc thi đã thu hút những người chơi da trắng, xinh đẹp và không nam tính. Một nỗ lực để làm đẹp môn thể thao nữ cho phần lớn dân số là nam giới của những người tiêu dùng futbol. Người chiến thắng chiếc giày vàng World Cup 1999 Sissi nhận thấy những tác động tiêu cực của việc làm đẹp đối với điền kinh và rời đi thi đấu ở nước ngoài. Sự ra đời của Campeonato Brasileiro de Futebol Femininovào năm 2013, giải đấu trong nước đã hồi sinh, thu hút các ngôi sao Brasil của đội tuyển quốc gia trở về nước.

## Đội hình

### Đội hình hiện tại
- Cập nhật lần cuối vào ngày 22 tháng 8 năm 2022

| Số | VT | Cầu thủ         | Ngày sinh (tuổi)            | Trận | Bàn | Câu lạc bộ             |
| -- | -- | --------------- | --------------------------- | ---- | --- | ---------------------- |
| 1  | TM | Lorena          | 6 tháng 5, 1997 (25 tuổi)   | 13   | 0   | Grêmio                 |
| 12 | TM | Natascha        | 27 tháng 9, 1997 (24 tuổi)  | 1    | 0   | Flamengo               |
| 22 | TM | Luciana         | 24 tháng 7, 1987 (34 tuổi)  | 37   | 0   | Ferroviária            |
|    |    |                 |                             |      |     |                        |
| 2  | HV | Letícia Santos  | 2 tháng 12, 1994 (27 tuổi)  | 38   | 0   | Eintracht Frankfurt    |
| 3  | HV | Kathellen       | 26 tháng 4, 1996 (26 tuổi)  | 13   | 0   | Real Madrid            |
| 4  | HV | Rafaelle        | 18 tháng 6, 1991 (31 tuổi)  | 75   | 8   | Arsenal                |
| 6  | HV | Tamires         | 10 tháng 10, 1987 (34 tuổi) | 129  | 5   | Corinthians            |
| 13 | HV | Antônia         | 26 tháng 4, 1994 (28 tuổi)  | 18   | 0   | Madrid CFF             |
| 15 | HV | Tainara         | 21 tháng 4, 1999 (23 tuổi)  | 19   | 0   | Bordeaux               |
| 20 | HV | Fe Palermo      | 18 tháng 8, 1996 (25 tuổi)  | 10   | 1   | São Paulo              |
|    |    |                 |                             |      |     |                        |
| 5  | TV | Duda Santos     | 24 tháng 3, 1996 (26 tuổi)  | 6    | 2   | Palmeiras              |
| 8  | TV | Angelina        | 26 tháng 1, 2000 (22 tuổi)  | 20   | 1   | OL Reign               |
| 10 | TV | Duda Francelino | 18 tháng 7, 1995 (26 tuổi)  | 21   | 2   | Flamengo               |
| 11 | TV | Adriana         | 17 tháng 11, 1996 (25 tuổi) | 32   | 8   | Corinthians            |
| 14 | TV | Duda Sampaio    | 18 tháng 5, 2001 (21 tuổi)  | 4    | 1   | Internacional          |
| 17 | TV | Ary Borges      | 28 tháng 12, 1999 (22 tuổi) | 18   | 4   | Palmeiras              |
| 21 | TV | Kerolin         | 17 tháng 11, 1999 (22 tuổi) | 22   | 5   | North Carolina Courage |
| 23 | TV | Luana           | 2 tháng 5, 1993 (29 tuổi)   | 24   | 1   | Paris Saint-Germain    |
|    |    |                 |                             |      |     |                        |
| 7  | TĐ | Gabi Portilho   | 18 tháng 7, 1995 (26 tuổi)  | 7    | 0   | Corinthians            |
| 9  | TĐ | Debinha         | 20 tháng 10, 1991 (30 tuổi) | 127  | 54  | North Carolina Courage |
| 16 | TĐ | Beatriz         | 17 tháng 12, 1993 (28 tuổi) | 100  | 33  | Palmeiras              |
| 18 | TĐ | Geyse           | 27 tháng 3, 1998 (24 tuổi)  | 32   | 5   | Barcelona              |
| 19 | TĐ | Gio Queiroz     | 21 tháng 6, 2003 (19 tuổi)  | 12   | 2   | Levante                |

## Thành tích tại các giải đấu

### Giải vô địch bóng đá nữ thế giới
| Giải vô địch bóng đá nữ thế giới | Giải vô địch bóng đá nữ thế giới | Giải vô địch bóng đá nữ thế giới | Giải vô địch bóng đá nữ thế giới | Giải vô địch bóng đá nữ thế giới | Giải vô địch bóng đá nữ thế giới | Giải vô địch bóng đá nữ thế giới | Giải vô địch bóng đá nữ thế giới | Giải vô địch bóng đá nữ thế giới | Giải vô địch bóng đá nữ thế giới |    | Vòng loại | Vòng loại | Vòng loại | Vòng loại | Vòng loại | Vòng loại |
| Năm                              | Thành tích                       | Thứ hạng                         | ST                               | T                                | H                                | B                                | BT                               | BB                               | Cầu thủ                          | ST | T         | H         | B         | BT        | BB        |           |
| -------------------------------- | -------------------------------- | -------------------------------- | -------------------------------- | -------------------------------- | -------------------------------- | -------------------------------- | -------------------------------- | -------------------------------- | -------------------------------- | -- | --------- | --------- | --------- | --------- | --------- | --------- |
| 1991                             | Vòng 1                           | 9th                              | 3                                | 1                                | 0                                | 2                                | 1                                | 7                                | Danh sách                        | 2  | 2         | 0         | 0         | 12        | 1         |           |
| 1995                             | Vòng 1                           | 9th                              | 3                                | 1                                | 0                                | 2                                | 3                                | 8                                | Danh sách                        | 5  | 5         | 0         | 0         | 44        | 1         |           |
| 1999                             | Hạng ba                          | 3rd                              | 6                                | 3                                | 2                                | 1                                | 16                               | 9                                | Danh sách                        | 6  | 6         | 0         | 0         | 66        | 3         |           |
| 2003                             | Tứ kết                           | 5th                              | 4                                | 2                                | 1                                | 1                                | 9                                | 4                                | Danh sách                        | 3  | 3         | 0         | 0         | 18        | 2         |           |
| 2007                             | Á quân                           | 2nd                              | 6                                | 5                                | 0                                | 1                                | 17                               | 4                                | Danh sách                        | 7  | 6         | 0         | 1         | 30        | 4         |           |
| 2011                             | Tứ kết                           | 5th                              | 4                                | 3                                | 1                                | 0                                | 9                                | 2                                | Danh sách                        | 7  | 7         | 0         | 0         | 25        | 2         |           |
| 2015                             | Vòng 2                           | 9th                              | 4                                | 3                                | 0                                | 1                                | 4                                | 1                                | Danh sách                        | 7  | 5         | 1         | 1         | 22        | 3         |           |
| 2019                             | Vòng 2                           | 10th                             | 4                                | 2                                | 0                                | 2                                | 7                                | 5                                | Danh sách                        | 7  | 7         | 0         | 0         | 31        | 2         |           |
| 2023                             | Vòng 1                           | 18th                             | 3                                | 1                                | 1                                | 1                                | 5                                | 2                                | Danh sách                        | 6  | 6         | 0         | 0         | 20        | 0         |           |
| Tổng cộng                        | Á quân                           | 9/9                              | 37                               | 21                               | 5                                | 11                               | 71                               | 42                               | —                                | 50 | 47        | 1         | 2         | 268       | 18        |           |

### Thế vận hội Mùa hè
| Thế vận hội Mùa hè | Thế vận hội Mùa hè | Thế vận hội Mùa hè | Thế vận hội Mùa hè | Thế vận hội Mùa hè | Thế vận hội Mùa hè | Thế vận hội Mùa hè | Thế vận hội Mùa hè | Thế vận hội Mùa hè | Thế vận hội Mùa hè |
| Năm                | Thành tích         | Thứ hạng           | ST                 | T                  | H                  | B                  | BT                 | BB                 | Cầu thủ            |
| ------------------ | ------------------ | ------------------ | ------------------ | ------------------ | ------------------ | ------------------ | ------------------ | ------------------ | ------------------ |
| 1996               | Hạng tư            | 4th                | 5                  | 1                  | 2                  | 2                  | 7                  | 8                  | Squad              |
| 2000               | Hạng tư            | 4th                | 5                  | 2                  | 0                  | 3                  | 5                  | 6                  | Squad              |
| 2004               | Bạc                | 2nd                | 6                  | 4                  | 0                  | 2                  | 15                 | 4                  | Squad              |
| 2008               | Bạc                | 2nd                | 6                  | 4                  | 1                  | 1                  | 11                 | 5                  | Squad              |
| 2012               | Tứ kết             | 6th                | 4                  | 2                  | 0                  | 2                  | 6                  | 3                  | Squad              |
| 2016               | Hạng tư            | 4th                | 6                  | 2                  | 3                  | 1                  | 9                  | 3                  | Squad              |
| 2020               | Tứ kết             | 6th                | 4                  | 2                  | 2                  | 0                  | 9                  | 3                  | Squad              |
| 2024               | Bạc                | 2nd                | 6                  | 3                  | 0                  | 3                  | 7                  | 7                  | Đội hình           |
| Tổng cộng          | Bạc                | 8/8                | 42                 | 20                 | 7                  | 14                 | 69                 | 39                 |                    |

### Cúp bóng đá nữ Nam Mỹ
| Cúp bóng đá nữ Nam Mỹ | Cúp bóng đá nữ Nam Mỹ | Cúp bóng đá nữ Nam Mỹ | Cúp bóng đá nữ Nam Mỹ | Cúp bóng đá nữ Nam Mỹ | Cúp bóng đá nữ Nam Mỹ | Cúp bóng đá nữ Nam Mỹ | Cúp bóng đá nữ Nam Mỹ | Cúp bóng đá nữ Nam Mỹ |
| Năm                   | Thành tích            | Thứ hạng              | ST                    | T                     | H                     | B                     | BT                    | BB                    |
| --------------------- | --------------------- | --------------------- | --------------------- | --------------------- | --------------------- | --------------------- | --------------------- | --------------------- |
| 1991                  | Vô địch               | 1st                   | 2                     | 2                     | 0                     | 0                     | 12                    | 1                     |
| 1995                  | Vô địch               | 1st                   | 5                     | 5                     | 0                     | 0                     | 44                    | 1                     |
| 1998                  | Vô địch               | 1st                   | 6                     | 6                     | 0                     | 0                     | 66                    | 3                     |
| 2003                  | Vô địch               | 1st                   | 3                     | 3                     | 0                     | 0                     | 18                    | 2                     |
| 2006                  | Á quân                | 2nd                   | 7                     | 6                     | 0                     | 1                     | 30                    | 4                     |
| 2010                  | Vô địch               | 1st                   | 7                     | 7                     | 0                     | 0                     | 25                    | 2                     |
| 2014                  | Vô địch               | 1st                   | 7                     | 5                     | 1                     | 1                     | 22                    | 3                     |
| 2018                  | Vô địch               | 1st                   | 7                     | 7                     | 0                     | 0                     | 31                    | 2                     |
| 2022                  | Vô địch               | 1st                   | 6                     | 6                     | 0                     | 0                     | 20                    | 0                     |
| Tổng cộng             | 8 Thành tích          | 9/9                   | 50                    | 47                    | 1                     | 2                     | 268                   | 18                    |

### Cúp vàng nữ CONCACAF
| Cúp vàng nữ CONCACAF | Cúp vàng nữ CONCACAF | Cúp vàng nữ CONCACAF | Cúp vàng nữ CONCACAF | Cúp vàng nữ CONCACAF | Cúp vàng nữ CONCACAF | Cúp vàng nữ CONCACAF | Cúp vàng nữ CONCACAF | Cúp vàng nữ CONCACAF |
| Năm                  | Thành tích           | Thứ hạng             | ST                   | T                    | H                    | B                    | BT                   | BB                   |
| -------------------- | -------------------- | -------------------- | -------------------- | -------------------- | -------------------- | -------------------- | -------------------- | -------------------- |
| 2000                 | Á quân               | 2nd                  | 5                    | 3                    | 1                    | 1                    | 22                   | 3                    |
| Tổng cộng            | Á quân               | Á quân               | 5                    | 3                    | 1                    | 1                    | 22                   | 3                    |

### Đại hội thể thao liên châu Mỹ
| Đại hội thể thao liên châu Mỹ | Đại hội thể thao liên châu Mỹ             | Đại hội thể thao liên châu Mỹ             | Đại hội thể thao liên châu Mỹ             | Đại hội thể thao liên châu Mỹ             | Đại hội thể thao liên châu Mỹ             | Đại hội thể thao liên châu Mỹ             | Đại hội thể thao liên châu Mỹ             | Đại hội thể thao liên châu Mỹ             | Đại hội thể thao liên châu Mỹ             |
| Năm                           | Thành tích                                | Thứ hạng                                  | ST                                        | T                                         | H                                         | B                                         | BT                                        | BB                                        | Cầu thủ                                   |
| ----------------------------- | ----------------------------------------- | ----------------------------------------- | ----------------------------------------- | ----------------------------------------- | ----------------------------------------- | ----------------------------------------- | ----------------------------------------- | ----------------------------------------- | ----------------------------------------- |
| 1999                          | Không tham dự                             | Không tham dự                             | Không tham dự                             | Không tham dự                             | Không tham dự                             | Không tham dự                             | Không tham dự                             | Không tham dự                             | Không tham dự                             |
| 2003                          | Vô địch                                   | 1st                                       | 4                                         | 4                                         | 0                                         | 0                                         | 14                                        | 2                                         | Squad                                     |
| 2007                          | Vô địch                                   | 1st                                       | 6                                         | 6                                         | 0                                         | 0                                         | 33                                        | 0                                         | Squad                                     |
| 2011                          | Á quân                                    | 2nd                                       | 5                                         | 3                                         | 2                                         | 0                                         | 6                                         | 2                                         | Squad                                     |
| 2015                          | Vô địch                                   | 1st                                       | 5                                         | 5                                         | 0                                         | 0                                         | 20                                        | 3                                         | Squad                                     |
| 2019                          | Không tham dự                             | Không tham dự                             | Không tham dự                             | Không tham dự                             | Không tham dự                             | Không tham dự                             | Không tham dự                             | Không tham dự                             | Không tham dự                             |
| 2023                          | Vượt qua vòng loại nhưng đã không tham dự | Vượt qua vòng loại nhưng đã không tham dự | Vượt qua vòng loại nhưng đã không tham dự | Vượt qua vòng loại nhưng đã không tham dự | Vượt qua vòng loại nhưng đã không tham dự | Vượt qua vòng loại nhưng đã không tham dự | Vượt qua vòng loại nhưng đã không tham dự | Vượt qua vòng loại nhưng đã không tham dự | Vượt qua vòng loại nhưng đã không tham dự |
| 2027                          | Chưa xác định                             | Chưa xác định                             | Chưa xác định                             | Chưa xác định                             | Chưa xác định                             | Chưa xác định                             | Chưa xác định                             | Chưa xác định                             | Chưa xác định                             |
| Tổng cộng                     | 3 danh hiệu                               | 4/8                                       | 20                                        | 18                                        | 2                                         | 0                                         | 73                                        | 7                                         |                                           |